# José Thiago Mangini
Jose Thiago Mangini (Rio de Janeiro, 4 de janeiro de 1920 - 10 de fevereiro de 1984) foi um enxadrista brasileiro. Venceu duas vezes o Campeonato Brasileiro (1950, 1956).

## Biografia
Na década de 1950, José Thiago Mangini era um dos maiores enxadristas brasileiros. Participou de diversos campeonatos brasileiros de xadrez, onde conquistou duas medalhas de ouro (1950,1956) e prata (1951). Em 1951 e 1957 representou o Brasil nos torneios Zonais do Campeonato Mundial de Xadrez da América do Sul. José Thiago Mangini participou de vários torneios internacionais de xadrez importantes que aconteceram no Brasil.
Jose Thiago Mangini jogou pelo Brasil na Olimpíada de Xadrez:
- Em 1952, no terceiro tabuleiro da 10ª Olimpíada de Xadrez em Helsinque (+5, =1, -3).

Foi também cirurgião dentista e colaborador de várias revistas de Xadrez. No Rio de Janeiro há uma rua batizada com seu nome.